# شاهین‌آباد، سرگودها
شاهین‌آباد (به انگلیسی: Shaheenabad) یک شهر در پاکستان است که در ناحیه سرگودها واقع شده‌است.